# Mirko Ellis

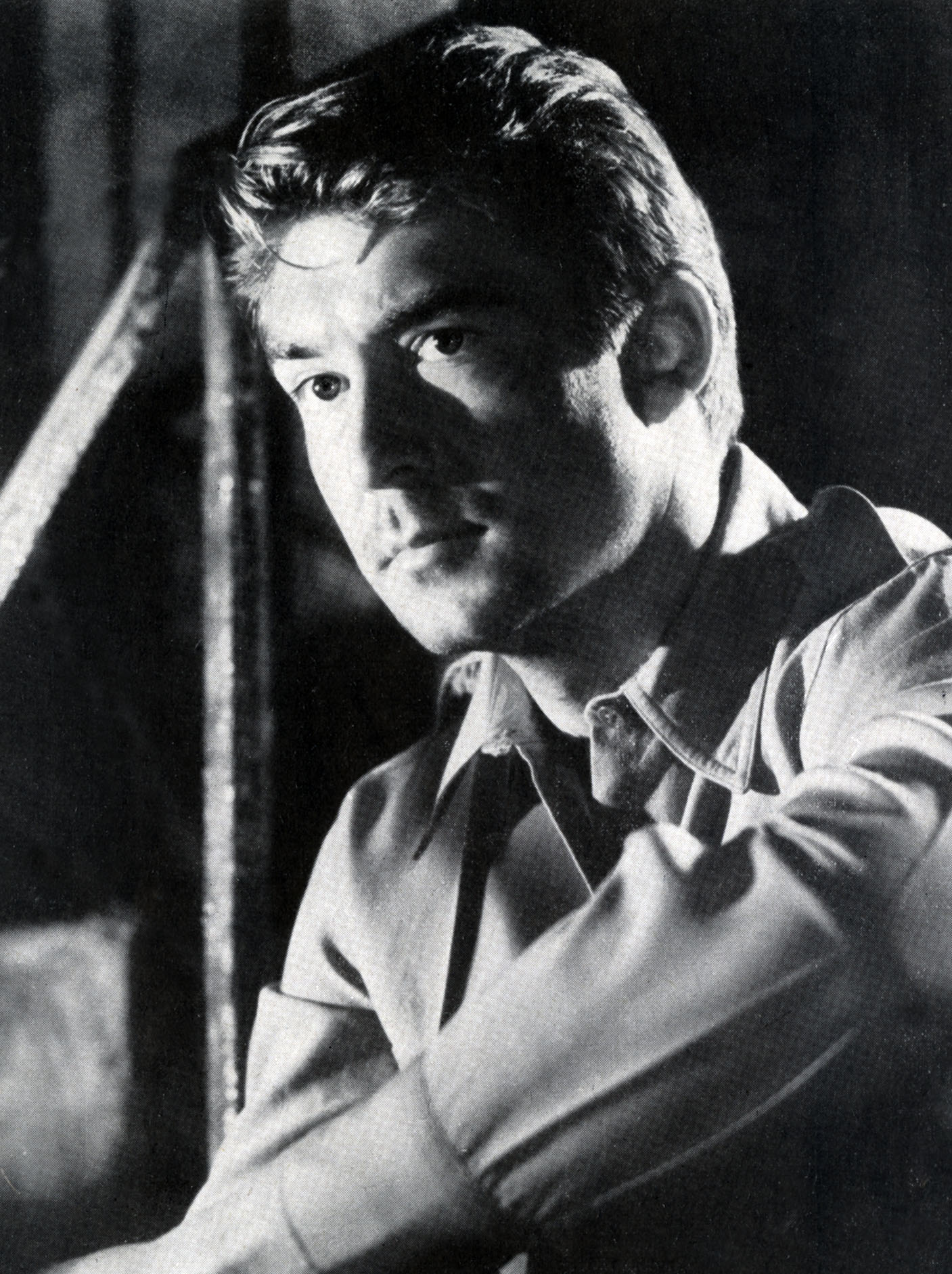
Mirko Ellis (1953)

Mirko Ellis (eigentlich Mirko Korcinski; * 4. September 1923 in Locarno, Kanton Tessin; † 11. September 2014 in Alghero, Italien) war ein Schweizer Schauspieler.

## Leben
Mirko Korcinskis Familie ist litauischer Herkunft, er selbst wurde 1923 in der Schweiz geboren. Als Schauspieler debütierte er nach dem Zweiten Weltkrieg unter seinem Geburtsnamen in Aldo Verganos Film Il sole sorge ancora und spielte auf der Bühne neben Maria Melato. 1949 änderte er seinen Namen und trat von nun an unter seinem Künstlernamen Ellis in zahlreichen italienischen Filmen auf; mit der Zeit wurde der blonde Darsteller zu einem vielbeschäftigten Charakterschauspieler in meist durchschnittlicher, kommerzialisierter Genreware. Daneben spielte er in verschiedenen Theatergruppen, so in der von Elena Zareschi, Maria Letizia Celli und Mario Pisu. Unter Adolfo Geri spielte er 1956 in Anastasia und debütierte im Jahr darauf für das Fernsehen. Bis 1980 umfasst seine Mitwirkungsliste etwa 80 Produktionen.
Auf der Bühne spielte Ellis ab 1947 neben Maria Melato, später am „Teatro dei Satiri“ (1951). Neben Elena Zareschi, Maria Letizia Celli und Mario Pisu wirkte er 1956 in einer gut aufgenommenen Inszenierung von Anastasia mit. Im Jahr darauf erfolgte in La cucina degli angeli unter Alessandro Brissoni sein Fernsehdebüt. Nach einer Die-Schatzinsel-Inszenierung 1959 unter Giulio Antonio Majano war er erst 1977 in einer Hemingway-Verfilmung wieder auf dem Bildschirm zu sehen.
Ellis war mit der Schauspielkollegin Esther Maring verheiratet. Er lebte in Alghero auf Sardinien. Am 11. September 2014 stürzte er vom Balkon seiner Wohnung im vierten Stockwerk und verstarb noch an der Unfallstelle.

## Filmografie (Auswahl)
- 1946: Die Sonne geht wieder auf (Il sole sorge ancora)
- 1952: Warum hast du mich betrogen? (Inganno)
- 1954: Die Bettlerin von Notre Dame (Le due orfanelle)
- 1954: Liebe, Frauen und Soldaten (Destinées)
- 1954: Rot und Schwarz (Le Rouge et le Noir)
- 1956: Weiße Margeriten (Elena et les Hommes)
- 1959: Abenteuer in der Stadt (Avvenure in città)
- 1959: Hannibal (Annibale)
- 1959: Die Musketiere des Teufels (I cavalieri del diavolo)
- 1961: Meuterei (L'ammutinamento)
- 1962: Der Gladiator von Rom (Il gladiatore di Roma)
- 1962: Die Kosaken kommen (Taras Bulba il Cosacco)
- 1962: Die Rache des schwarzen Rebellen (La notte dell'innominato)
- 1962: Die schwarzen Reiter von Tula (I lancieri neri)
- 1963: Der Löwe von San Marco (Il leone di San Marco)
- 1963: Die Revolte der Gladiatoren (I dieci gladiatori)
- 1963: Der Tiger von Sardes (Goliath e la schiava ribelle)
- 1964: Der Aufstand der Prätorianer (La rivolta dei pretoriani)
- 1964: Das war Buffalo Bill (Buffalo Bill, l’eroe del Far West)
- 1964: Kaiser der Gladiatoren (I due gladiatori)
- 1964: Old Shatterhand
- 1964: Die sechs Unbesiegbaren (La vendetta dei gladiatori)
- 1964: Die Vernichtung des Dschingis Khan (Maciste nell'inferno di Gengis Khan)
- 1965: Jack Clifton: Mission Bloody Mary (Agente 077 missione Bloody Mary)
- 1965: Die Unversöhnlichen (Rebeldes en Canadá)
- 1966: Arizona Colt
- 1966: El Rocho – der Töter (El Rojo)
- 1966: Für 1000 Dollar pro Tag (Per mille dollari al giorno)
- 1967: Blutspur (Persecusión hasta Valencia)
- 1967: Der Colt aus Gringo’s Hand (Un hombre y un colt)
- 1967: Die gnadenlosen Zwei (Odio per odio)
- 1967: Rocco – Ich leg’ dich um (L’ultimo killer)
- 1967: Stirb oder töte (Killer calibro 32)
- 1968: Der Boß stirbt noch vor 12 (Rapporto Fuller, base Stoccolma)
- 1968: Lady Hamilton – Zwischen Schmach und Liebe
- 1968: Mein Leben hängt an einem Dollar (Dai nemici mi guardo io!)
- 1969: Die Nackte und der Kardinal (Beatrice Cenci)
- 1969: Panzerschlacht an der Marne (L'urlo dei giganti)
- 1971: Zwei wilde Companeros (Viva la muerte… tua!)
- 1973: Fuzzy, halt die Ohren steif! (Tequila!)
- 1973: Little Kid und seine kesse Bande (Kid, il monello del West)
- 1978: Die große Offensive (Il grande attacco)
- 1979: Orientexpress (Orient express) (TV-Miniserie)
- 1980: Il medium